# Echo (fumetto)
Echo (Echo) è un fumetto scritto e disegnato da Terry Moore e pubblicato negli Stati Uniti d'America dal 2008 al 2011 per trenta numeri

## Storia editoriale
Edizione italiana
In italiano è stato inizialmente pubblicato dalla casa editrice Free Books, che non ha però stampato tutti gli albi, lasciando in sospeso il finale della storia. Echo è stato riproposto integralmente in tre volumi dalla casa editrice Bao.

## Trama
La fotografa Julie Martin sta scattando alcune fotografie in un deserto nell'ovest degli Stati Uniti. Qui assiste a un'esplosione nel cielo, cui fa seguito la caduta sul suo corpo di una misteriosa pioggia di gocce metalliche che si coagulano ricoprendole il busto con una specie di corazza.
Julie cerca inutilmente di liberarsi della corazza con l'aiuto di un medico, e nel frattempo fa amicizia con Dillon, un ranger del parco di Zion che sta indagando sull'esplosione, convinto che abbia a che fare con la scomparsa della sua fidanzata Annie.
I sospetti di Dillon vengono presto confermati: i laboratori privati di ricerca HeNRI, con l'aiuto di Annie, hanno infatti sviluppato una prodigiosa tuta composta da una lega chiamata "lega 618". Chi la indossa è praticamente invulnerabile, ha una forza fisica decuplicata ed è in grado di scagliare fulmini. Annie, indossando un jet pack, stava testando in volo quella tuta quando è stata colpita e uccisa dal missile lanciato da un aereo per ordine del dottor Foster, direttore dell'HeNRI, causando l'esplosione vista da Julie. Foster ha deciso di liberarsi di Annie perché si opponeva all'utilizzo a scopo militare del metallo prodigioso.
L'HeNRI, grazie ai suoi satelliti, ha anche individuato la presenza di Julie nel luogo dell'esplosione e sa che ora parte della tuta è fusa con il suo corpo: Foster ingaggia quindi Ivy, un'agente dei servizi segreti, per trovare Julie.
Inizia così l'avventura di Dillon e Julie, che cercano di scoprire tutta la verità sulla lega 618 e sulla morte di Annie mentre vengono braccati da Ivy.

## Edizioni
- Terry Moore, Echo, vol. 1, Città di Castello, Free Books, novembre 2008,  p. 124, ISBN 978-88-6331-031-3.
- Terry Moore, Echo, vol. 1, Milano, Bao, 2013,  p. 600, ISBN 978-88-6543-152-8.